# Alluvione zancleana
L'alluvione zancleana (nota anche come "diluvio zancleano") è un'alluvione catastrofica che si ipotizza abbia nuovamente riempito il Mar Mediterraneo 5,33 milioni di anni fa, al termine del Miocene e base del piano Zancleano e il Pliocene, e terminando la crisi di salinità del Messiniano. Il termine fu coniato da Maria Bianca Cita nel 1972 nel corso dello studio Deep Sea Drilling Program che investigò specificamente la transizione tra le ere del Messiniano e dello Zancleano nel Mediterraneo. Il Mediterraneo subì numerosi cicli di essiccamento e riempimento nel corso del miocene superiore,  l'alluvione zancleana fu l'ultimo riempimento.

## La crisi di salinità del Messiniano
Durante il periodo Messiniano, circa sei milioni di anni fa, il livello delle acque nel mar Mediterraneo scese di alcuni chilometri rispetto al livello attuale. Evidenze di questo fatto possono essere rintracciate nei depositi evaporitici, accumulatisi per via dell'essiccamento dell'acqua marina, e nei canyon scavati da molti fiumi e profondi anche due chilometri, ora completamente sommersi.

## Il rapido riempimento del bacino del Mediterraneo
Secondo questo modello quando l'acqua dell'Oceano Atlantico superò la barriera che manteneva isolati i mari interni nel bacino del Mediterraneo, che erano divenuti secchi a causa dell'aumentata evaporazione, il bacino subì un'imponente alluvione. Attraverso l'attuale Stretto di Gibilterra si aprì un canale che portava acqua oceanica dall'Oceano Atlantico lungo un percorso di oltre 200 km. Il Mar Mediterraneo fu riempito completamente in un periodo stimato tra diversi mesi e due anni. L'incremento del livello del mare nel bacino può aver raggiunto velocità anche superiori a 10 m/giorno.
L'acqua fluiva rapidamente con un salto di alcuni chilometri e con una portata di gran lunga superiore all'attuale portata delle cascate dell'Iguazú o delle cascate del Niagara, sebbene studi sulla struttura sotterranea dello Stretto di Gibilterra dimostrino che il canale del flusso alluvionale scendeva in maniera piuttosto graduale verso il fondo del bacino non formando alcuna cascata ripida.